# 2014년 크라마토르스크 전투
2014년 크라마토르스크 전투(우크라이나어: Битва за Краматорськ, 러시아어: Противостояние в Краматорске)는 2014년 우크라이나 혁명의 여파로 발생한 2014년 우크라이나 친러시아 반란의 전투 중 하나로, 2014년 4월 12일부터 도네츠크 인민 공화국이 크라마토르스크를 점령하면서 시작되었다. 우크라이나 정부는 도시를 탈환하기 위해 분리주의 반군에 대한 공격을 시작했으며, 교착 상태에 빠지게 되었다. 7월 5일, 도네츠크 인민 공화국이 도시를 버리면서 전투가 끝났다.

## 전개

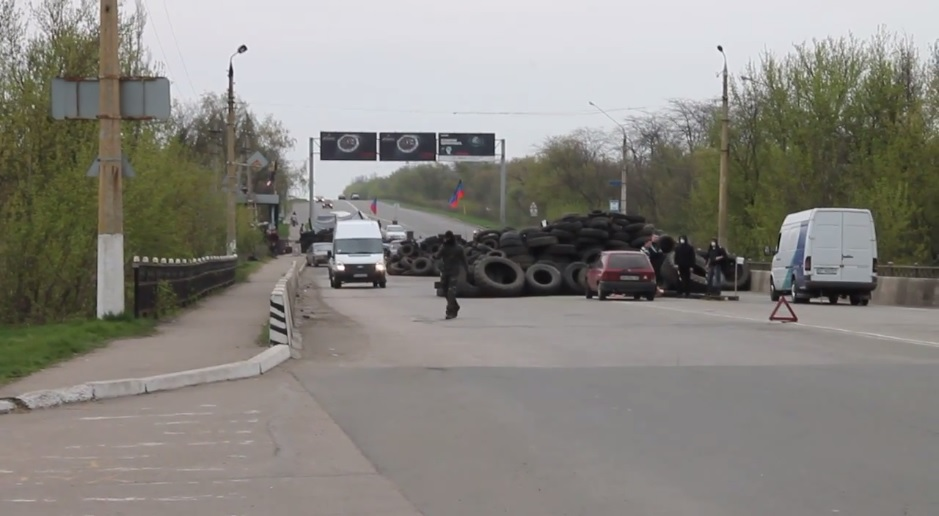
크라마토르스크 체크포인트를 장악한 친러시아군.

4월 13일, 돈바스 인민군이 크라마토르스크 경찰서를 점령하려 시도하면서 전투가 시작되었다. 경찰과 반군과의 총격전 이후, 결국 분리주의자들이 경찰서를 장악했다. 건물 점령 이후, 건물에 있던 우크라이나의 국장을 찢은 후 도네츠크 인민 공화국 국기를 계양했다. 반군들은 도시의 시장과 공무원들에게 월요일까지 인민 공화국에게 충성하지 않을 경우, "시의회 탈취"가 있을 것이라고 최후통첩하였다. 분리주의자 군중들이 나중에 시의회 건물 주변으로 모이면서 인민 공화국의 깃발을 계양했다. 도네츠크 인민 공화국의 대표가 점령한 경찰서 밖에서 주민들을 모았지만, 주민들은 부정적으로 반응했다. 도시 외곽에서 일부 분리주의 세력들이 군사 비행장 주변의 체크포인트를 점령했다.

### 1차 정부군 공세
4월 15일 이후, 우크라이나 야체뉴크 정부는 도네츠크 주의 저항 세력에 대한 반격을 시작했다. 우크라이나 지상군이 비행장의 반군 체크포인트를 공격하고 탈환했다. 이 공격 동안 약 반군 4명에서 11명이 사망한 것으로 알려져 있다. 저항세력은 4월 16일 비행장을 점령하려 시도했으나 비행장에 주둔해 있던 우크라이나 특수 부대가 신속하게 제압하고 몇몇 포로를 얻었다. 우크라이나군의 보고에 따르면 민간인 수백명과 무장한 병사들이 비행장 밖으로 모였다고 전했다. 4월 16일, 우크라이나군이 반격하는 가운데 크라마토르스크로 향하던 우크라이나군 장갑차 6대가 저항 세력이 노획했다. 노획한 장갑하는 돈바스 인민군이 슬로우얀스크로 보내져 정부군에 대한 공격을 위해 쓰여지고 있다. 저항세력은 나중에 지역 경찰서장을 포함한 인질과 무기를 맞바꾸자는 제안을 하였다.

### 2차 정부군 공세
이후 정부군은 주로 슬로우얀스크에 초점을 맞췄다. 그러나, 4월 25일 크라마트로스크 비행장에서 이륙하던 헬리콥터가 연료탱크가 사격된 이후 폭발했다. 반군은 러시아 언론과의 인터뷰에서 로켓 추진형 유탄을 이용해 헬기를 공격했다고 밝혔다. 키예프 군사 연구 센터의 국장이자 방어 전문가인 드미트리 툼추크는 기자들에게 밀 Mi-8의 조종사는 공격받았을 때 탈출하는 데 성공했다고 말했다. 또한, 보고에 따르면 수송 비행기도 파괴되었다고 말했다.
슬로우얀스크에서, 2차 정부군 공세를 통해 도시 대부분을 탈환한 이후, 5월 2일 우크라이나군은 크라마토르스크 방송탑을 탈환했다. 5월 2일 ~ 3일 사이에 우크라이나군과 반군과의 전투가 계속되어 지역의 친러시아 자경단에 따르면 러시아 운동가 10명이 사망하고 부상자가 30명에 달했다. 전투 기간 동안, 우크라이나군은 우크라이나 보안원(SBU) 청사를 장악한 친러시아군을 물리치고 건물을 탈환했다. 그러나, 다음날 건물을 요새화하기보다는 정부군이 건물을 포기하기로 결정하여 도네츠크 인민 공화국 국기는 우크라이나군이 점령한 뒤에도 계속 계양되어 있었다.
이 탈환은 오래가지 않아, 5월 4일 우크라이나군은 다시 군사비행장으로 퇴각해야 했다. 저항 세력은 우크라이나군이 포기한 보안부 건물과 경찰서를 다시 점령했다. 이날, 크라마토르스크 근처 도로에서 반군과 정부군 사이 충돌이 번지면서 민간인 1명이 사망했다.
5월 13일, 크라마토르스크 외곽에서 반군 30명이 우크라이나군을 습격했다. 반군이 RPG로 낙하산병을 싣고 있던 병력 수송 장갑차를 공격하여 폭발했다. 계속된 교전으로 정부군 7명이 사망하고 다수가 부상을 입었으며, 반군 1명이 사망했다. 정부군의 자주포형 박격포 1대도 파괴되었다.
크라마토르스크 주변 군사 활동의 일환으로, 5월 15일 정부군이 도시 근처 숲을 공격하여 반군 3명을 포로로 잡았다.

### 정부군 공세 이후
6월 2일, 크라마토르스크 외곽의 야스노고르카에서 교전이 발생하여 3명이 사망했다. 6월 14일, 우크라이나 공군이 크라모트리스크의 친러시아 군사 기지에 폭격을 수행했다. 우크라이나 정부는 반군 50명이 사망했다고 말했다.
6월 27일, 저항 세력이 크라마토르스크 인근의 육군 검문소를 공격하고 점령했다. 그러나, 정부군이 반격을 시작하고 이후 검문소를 다시 재점령했다. 이 전투로 4명이 사망하고 5명이 부상을 입었다. 저항 세력은 육군 검문소를 공격하는 데 전차 8대와 박격포를 사용한 것이 확인되었다. 전투 동안 정부군의 장갑차 4대와 박격포 1문이 파괴되었다. 반러시아파 언론에 따르면, 반정부군의 전차 1대가 파괴되었고 1명이 포로가 되었으며 반군의 사상자는 알 수 없다고 말했지만 반정부군은 이 정보가 거짓이라고 말했다.
7월 1일, 시내 버스에 총격이 가해져 민간인 4명이 사망하고 5명이 부상을 입었다. 7월 5일, 우크라이나 정부군이 슬로우얀스크를 점령하면서 반정부군이 크로마토르스크로 후퇴했다. BBC에서는 크라마토르스크 체크포인트에서 반정부군이 도시를 포기하고 버리고 있다고 말했다. 나중에 같은 날 도네츠크 인민 공화국 총리인 알렉산데르 보로다이는 반정부군이 크라마토르스크에서 후퇴하여 도네츠크로 이동했다고 말했다. 우크라이나 정부군은 크라마토르스크를 점령하고 도시 행정부에 우크라이나 기를 계양했다.